# KNI (azienda)
KNI A/S, nota internazionalmente come Greenlandic Trade, è un conglomerato statale groenlandese, controllata dal governo locale groenlandese, che si occupa di importare in Groenlandia beni di prima necessità tra cui carburante e rifornimenti per la grande distribuzione organizzata.

## Storia
L'azienda fu fondata nel 1774 come Dipartimento reale del commercio groenlandese (in danese Den Kongelige Grønlandske Handel) nell'unione Danimarca-Norvegia per amministrare gli insediamenti ed il commercio nella colonia della Groenlandia, sebbene le sue funzioni amministrative furono poi trasferite al Ministero dell'interno danese. Concluso il suo monopolio sul commercio nel 1950, il controllo dell'azienda passò al governo groenlandese nel 1986 e l'azienda fu ridenominata Kalaallit Niuerfiat.
Dal conglomerato furono poi scorporate le attività di pesca, confluite nel 1990 in Royal Greenland, e di trasporto merci via nave, confluite nel 1993 in Royal Arctic Line; contestualmente Kalaallit Niuerfiat fu riorganizzata come holding di un gruppo composto da due controllate: KNI Pisiffik, per le maggiori città dell'isola e indipendente dai finanziamenti pubblici, e KNI Pilersuisoq, per le città più piccole. Nel 2001 Pisiffik divenne indipendente e diretta concorrente dell'ex controllante.